# Luna 16
Luna 16, còn được gọi là Lunik 16, là một nhiệm vụ không người lái, một phần của chương trình Luna của Liên Xô.
Luna 16 là tàu vũ trụ robot thăm dò đầu tiên hạ cánh trên Mặt Trăng và trả lại một mẫu đất Mặt Trăng sau 5 lần cố gắng tương tự không thành công. Mẫu đất đá được trả lại từ Mare Fecunditatis. Nó đại diện cho sứ mệnh lấy mẫu đất Mặt Trăng và quay trở lại đầu tiên của Liên Xô và là nhiệm vụ mang về mẫu Mặt Trăng thành công thứ ba, sau Apollo 11 và Apollo 12.
Tàu vũ trụ bao gồm hai giai đoạn kèm theo, một giai đoạn phóng lên được thực hiện sau giai đoạn hạ cánh. Tàu trong giai đoạn hạ cánh là một khối hình trụ với bốn chân hạ cánh nhô ra, bình nhiên liệu, một radar hạ cánh, và một hệ thống động cơ hạ cánh kép phức tạp.
Một động cơ hạ cánh chính đã được sử dụng để làm chậm tốc độ rơi thủ công cho đến khi nó đạt đến một điểm cắt, được xác định bởi máy tính trên tàu dựa trên độ cao và vận tốc. Sau khi cắt một loạt các động cơ máy bay phản lực với lực đẩy thấp hơn được sử dụng cho quá trình cuối cùng của hạ cánh. Giai đoạn hạ cánh cũng hoạt động như một bệ phóng cho giai đoạn bay lên cao.
Giai đoạn bay lên là một hình trụ nhỏ hơn với một đầu tròn. Nó mang một thùng chứa mẫu đất kín hình trụ bên trong một khối kín để quay trở lại khí quyển.
Giai đoạn đầu tàu vũ trụ được trang bị một máy ảnh truyền hình, máy đo bức xạ và màn hình nhiệt độ, thiết bị viễn thông, và một cánh tay mở rộng với một máy khoan cho việc thu thập một mẫu đất của Mặt Trăng.